# Angelo Volontè
Don Angelo Volontè, soprannominato prete Bersagliere (Rovello Porro, 26 gennaio 1899 – Busto Arsizio, 3 aprile 1975), è stato un presbitero e cappellano militare italiano.
Durante i suoi studi in seminario venne arruolato il 15 febbraio 1917 nel 5º battaglione bersaglieri ciclisti come cappellano militare durante la prima guerra mondiale. In seguito al valore dimostrato fu congedato con il grado di sergente e insignito della croce al merito di guerra e del titolo di cavaliere di Vittorio Veneto.
Prese i voti a Milano il 6 giugno 1925 e successivamente venne destinato alla parrocchia di Sacconago, all'epoca comune autonomo, oggi quartiere di Busto Arsizio, dapprima come assistente presso l'oratorio e successivamente come parroco fino al 1947. Da quell'anno fu cappellano presso il complesso industriale "Maino" di Gallarate. Dal 1949 al 6 ottobre 1950 fu vicario a Premezzo e, dal 1950 presso la chiesa di Santa Croce, a Busto Arsizio.
Aderì al movimento di Liberazione prestando accoglienza e soccorso a molti partigiani. Salvò dalla morte alcuni partigiani, e impedì anche la fucilazione di militari tedeschi e dell'hauptsturmführer della Legione SS italiana William Contrada: don Volontè fu mandato a Torino dal tenente colonnello Guido Contrada, fratello di William, per salvarlo dalla condanna a morte ordinata dal tribunale militare tedesco. Contrada ottenne così il trasferimento a Como, dove venne nascosto dal fratello fino al termine del conflitto. Nell'immediato dopoguerra fu condannato ad alcuni anni di reclusione in Italia per collaborazione con i tedeschi.
Fu il promotore della costruzione della chiesa di Santa Croce a Sacconago, aperta al culto nel 1951. Il piazzale antistante la chiesa è intitolato a don Angelo Volontè. Sotto il portico della chiesa, è presente un bassorilievo in sua memoria.
Dopo la morte, la sua salma fu tumulata nel cimitero di Sacconago nella tomba di famiglia.